# SN 2002ch
SN 2002ch – supernowa typu II odkryta 16 kwietnia 2002 roku w galaktyce A111431+3348. W momencie odkrycia miała maksymalną jasność 18,40m.